# 25464 Maxrabinovich
25464 Maxrabinovich è un asteroide della fascia principale. Scoperto nel 1999, presenta un'orbita caratterizzata da un semiasse maggiore pari a 2,2830178 UA e da un'eccentricità di 0,1114897, inclinata di 5,23710° rispetto all'eclittica.